# Montessaux
Montessaux település Franciaországban, Haute-Saône megyében. Lakosainak száma 170 fő (2022. január 1.). Montessaux Saint-Barthélemy, Mélisey és La Neuvelle-lès-Lure községekkel határos.

## Népesség
A település népességének változása:
| Lakosok száma | 170  | 165  | 162  | 157  | 158  | 155  | 163  | 170  |
|               | 2013 | 2015 | 2017 | 2018 | 2019 | 2020 | 2021 | 2022 |